# TVAsia Plus
TVAsia Plus 문서 접속시 TVasia Plus 문서로 리다이렉트 하는데 계속 편집이 안됩니다.